# Боб Госкінс
Роберт Вільям «Боб» Госкінс (англ. Robert William «Bob» Hoskins; нар. 26 жовтня 1942, Бері-Сент-Едмендс, Саффолк — пом. 29 квітня 2014) — британський актор кіно і телебачення, володар премій BAFTA та «Золотий глобус» в категорії «Найкраща чоловіча роль» за роль у фільмі «Мона Ліза» Ніла Джордана. Також номінувався на «Оскар» за цю ж роль в 1987 році. Госкінс зняв чотири фільми, двічі виступив як продюсер та один раз був сценаристом.

## Біографія
Роберт Вільям Госкінс народився 26 жовтня 1942 у графстві Саффолк, у родині кухаря та вчительки у дитячому саду Елсі Ліліан (уроджена Гопкінс), і Роберта Вільяма Госкінса-старшого, водія вантажівки, який перекваліфікувалася у бухгалтера. У 15 років кинув школу, працював вантажником та портьє, мийником вікон та цирковим вогнеглотателем. Поступив на трирічні бухгалтерські курси, але теж кинув їх. 1969 року він випадково потрапив на прослуховування в «Unity Theatre» у Лондоні, де отримав роль і визнання серед колег. Першу роль у кіно він отримав у 1976 в серіалі «У русі».
Будучи невеликого зросту, за темпераментом та зовнішності типовий кокні, Госкінс привернув увагу критиків у телефільмі «Пенні з неба» («Pennies from Heaven»), а також видатним виконанням ролі лондонського гангстера у фільмі «Довга Страсна п'ятниця» («The Long Good Friday», 1980).
Госкінс зміцнив свою акторську репутацію, отримавши премію Британської кіноакадемії BAFTA як найкращий актор та отримавши «Золотий глобус» як найкращий драматичний актор за роль гангстера у фільмі «Мона Ліза» та поставивши 1988 року картину «The Raggedy Rawney», яка стала його режисерським дебютом. 1995 він зняв ще один фільм — «Веселка».
Всесвітню популярність йому принесли фільм Роберта Земекіса «Хто підставив кролика Роджера» та перша в історії кінематографа екранізація відеоігри «Супербрати Маріо».
Серед фільмів, у яких він знявся, «Бразилія» Террі Гілліама, «Денні Ланцюговий Пес» режисера Луї Летер'є, знятий за сценарієм Люка Бессона, роль священика у фільмі «Відхідна молитва» Майкла Годжеса та фільм «Русалки».
Яскравою його роллю є гангстер у кримінальній драмі Френсіса Форда Копполи «Клуб Коттон», менеджер у фільмі Алана Паркера «Стіна», дія якого заснована на однойменному альбомі групи Pink Floyd.
Госкінс неодноразово грав політичних діячів. Так, у картині Жана-Жака Ано «Ворог біля воріт» він виконав роль Микити Хрущова, роль Муссоліні у фільмі «Муссоліні і я» Альберто Негріна, роль Гувера у фільмі «Ніксон» Олівера Стоуна, у стрічці Андрія Кончаловського «Ближнє коло» актор зіграв Лаврентія Берію.
Останні роки Госкінс багато хворів. Восени 2011 у актора була діагностована хвороба Паркінсона, у зв'язку з чим в серпні 2012 було оголошено про завершення його акторської кар'єри. 71-річний Госкінс помер вночі 29 квітня 2014 від запалення легень.

## Фільмографія

### 1980-і
- 1980 — Довга Страсна п'ятниця / The Long Good Friday
- 1981 — Манна небесна / Pennies from Heaven
- 1981 — Отелло — Яго
- 1982 — Стіна / The Wall
- 1983 — Лессітер / Lassiter
- 1983 — Почесний консул / The Honorary Consul
- 1984 — Клуб «Коттон»
- 1985 — Муссоліні і я — Муссоліні
- 1985 — Бразилія / Brazil
- 1986 — Мона Ліза / Mona Lisa — Джордж
- 1986 — Солодка свобода / (Sweet Liberty) — Стенлі Гоулд
- 1987 — Відхідна молитва
- 1988 — Хто підставив кролика Роджера / (Who Framed Roger Rabbit?)

### 1990-і
- 1990 — Русалки
- 1990 — Стан серця
- 1991 — Ближнє коло — Берія
- 1991 — Капітан Гак / Hook
- 1991 — Послуга, годинник і дуже велика риба
- 1991 — Вщент / Shattered
- 1992 — Покійний
- 1992 — Блакитний лід / (Blue Ice)
- 1993 — Супербрати Маріо / Super Mario Bros.
- 1995 — Балто / (Balto),  (мультфільм) — голос гусака Бориса
- 1995 — Ніксон / (Nixon) — Джон Едгар Гувер
- 1995 — Веселка / Rainbow — Френк Бейлі
- 1996 — Майкл
- 1996 — Секретний агент
- 1998 — Фатальні постріли
- 1998 — Кузина Бетта / (Cousin Bette) —  Кревель
- 1998 — Хлопець з білої річки
- 1999 — Подорож Феліції / (Felicia's Journey)
- 1999 — Капітан Джек 1999/ (Captain Jack)
- 1999 — Девід Копперфілд / (David Copperfield)

### 2000-і
- 2000 — Американська незаймана
- 2000 — Улюбленець панове — генерал Нор'єга
- 2000 — Останній лицар — Санчо Панса
- 2001 — Ворог біля воріт — Хрущов
- 2001 — Останні бажання
- 2001 — Загублений світ
- 2002 — Покоївка з Мангеттену
- 2002 — Інтимний словник
- 2002 — Туди, де живуть ескімоси
- 2003 — У лігві лева
- 2004 — Ярмарок марнославства
- 2004 — Біля моря
- 2005 — Місіс Гендерсон представляє
- 2005 — Денні - пес / Danny the Dog
- 2005 — Син Маски
- 2006 — Париже, я люблю тебе
- 2007 — Територія поза законом
- 2007 — Казки стриптиз-клуба
- 2008 — Судний день
- 2008 — Піноккіо / Pinocchio
- 2009 — Різдвяна історія / A Christmas Carol

### 2010-і
- 2010 — Зроблено у Дагенхемі
- 2011 — Вілл
- 2012 — Білосніжка та мисливець

## премії та нагороди
- 1987 — премії BAFTA та «Золотий глобус» у категорії «Найкращий актор» за роль у фільмі «Мона Ліза»